# 同康院
同康院（正式名称：満州国国立ハンセン病療養所同康院）は、奉天省鉄嶺県松山背に位置した満州国国立ハンセン病療養所。

## 年表
- 1938年、開設のための予算計上　[1]
- 1939年11月6日、落成式
- 1939年11月27日、患者収容開始
- 1940年4月、収容患者総数31名（日本人1名、中国人10名、朝鮮人20名）
- 1941年、収容患者総数32名（日本人5名、中国人2名、朝鮮人25名）[2]
- 1944年4月、収容患者総数117名（日本人16名、中国人25名、朝鮮人76名）
- 1944年12月、収容患者総数64名（朝鮮人49名）[3]

## 参照
1. ↑  川上六馬「癩療養所設立の喜びを語る」『慈光』
2. ↑  同康院「国立癩療養所同康院概況」『満州衛生事情通報』7巻1号、1942年1月
3. ↑  「療養所近況　満州国立同康院」『楓の蔭』161号、1944年12月

- 『戦争とハンセン病』藤野豊、2010年、吉川弘文館